# Windows Live Call
Windows Live Call fu uno dei servizi di Windows Live. Era integrato in Windows Live Messenger, e permetteva agli utenti di fare chiamate e videochiamate da PC a PC o da PC a telefono.
Si possono fare tre tipi di chiamate:
- Chiamate al Computer - ai contatti di Messenger (gratuite)
- Videochiamate - anch'esse ai contatti di Messenger (gratuite)
- Chiamate ai Telefoni - a qualsiasi numero nel mondo (a pagamento)